# 平野海祝
平野海祝（日语：／ Hirano Kaishu */?，2002年10月14日—）是一位日本男子單板滑雪運動員，出生於新潟縣村上市。

## 生涯
海祝參加2018年世界青年單板滑雪錦標賽在半管項目奪得銅牌。
他代表日本參加2020年冬季青年奧林匹克運動會在半管項目奪得銀牌。
他代表日本參加2022年冬季奧林匹克運動會的半管項目。

## 個人生活
海祝的哥哥平野步夢也是單板滑雪運動員 。